# モーリス・ストークス
モーリス・ストークス (Maurice Stokes, 1933年6月7日 - 1970年4月6日) は、アメリカ合衆国の元バスケットボール選手。出生地はペンシルベニア州ランキン、出身大学は聖フランシス大学。1950年代のアメリカ男子プロバスケットリーグNBA、ロチェスター・ロイヤルズ（現在のサクラメント・キングス）で活躍した名選手だったが、突然襲った不慮の事故により彼のNBAキャリアは僅か3シーズンで幕を閉じた。背番号『12』はキングスの永久欠番となっており、2004年には殿堂入りを果たしている。

## 生い立ち
製鉄所勤務の父親と家政婦の母親のもとで生まれたストークスは、ジョージ・ウェスティングハウス高校でバスケット選手として頭角を現し、彼を擁した同校のバスケットボールチームは1950年と1951年の市チャンピオンシップを連覇した。ストークスは高校以外でもストリート・バスケでプレイしていたが、高校のチームメイトでもあるエド・フレミングと彼のチームは地元ではあまりにも強すぎて相手が見つからなかったため、より強い対戦相手を求めて多くのプロ選手や大学の選手が集うことで有名なピッツバーグのメロン公園に通い詰めるようになり、ここでNBA初の黒人選手であるチャック・クーパーや、ストークスにとって生涯の友となるジャック・トゥィマンらと出会い、ストークスは彼らと貴重な時間を過ごした。高校時代にバスケット選手としての名声を高めたストークスは、10の大学から勧誘を受けた末に、聖フランシス大学への進学を決意した。
ストークスは無名校に過ぎなかった当時の聖フランシス大のバスケットボールチームを、殆ど独力で強豪校へと押し上
げ、1年目のシーズンは23勝7敗の成績に導いた。4年目のシーズンには27.1得点26.2リバウンドを記録し、チームもその年のナショナル・インヴィーション・トーナメント（NCAAトーナメントと並ぶ全米規模のトーナメント）では準々決勝まで進出。準々決勝のデイトン大学との対決は敗れたものの、この試合で43得点を記録したストークスは同トーナメントの最優秀選手に選ばれた。
大学で素晴らしいキャリアを積み上げたストークスに多くのチームが接触し、ハーレム・グローブトロッターズは当時としては破格の年15,000ドルの契約を持ちかけたが、ストークスが最終的に決断したのはNBA入りだった。

## NBAキャリア
ストークスは1955年のNBAドラフトでロチェスター・ロイヤルズから全体2位指名を受けてNBA入りを果たした。彼にNBA入りを決意させたのは、高校時代の友人であるフレミングやトゥィマンも同じ年にロイヤルズから指名を受けたという偶然からだった。また貧しい少年時代を過ごし、バスケによって貧困から脱出することを夢見ていた彼にとってNBA入りは一つの到達点であり、彼はロイヤルズから2シーズン25,000ドルという契約を勝ち取った。
ストークスのNBAデビューは32得点20リバウンド8アシストという衝撃的なものだった。彼はルーキーイヤーから前評判以上の活躍を見せるが、同時に黒人に対する差別との戦いも始まり、ストークスはデビュー戦で顔を蹴られるという仕打ちを受け、その後も試合中に不当なラフプレイを幾度となく受けた。しかしストークスは体を張ってプレイし続け、このシーズンは16.8得点（リーグ10位）16.3リバウンド（リーグ1位）4.9アシスト（リーグ4位）を記録し、見事に新人王とオールNBA2ndチームに輝いた。当時低迷期に入っていたロイヤルズもストークスにトゥイマン、フレミングの3人が脅威の新人として注目を集め、将来を嘱望されるチームとなった。
2年目の1956-57シーズンには15.6得点17.4リバウンド（リーグ2位）4.6アシスト（リーグ3位）、通算1256リバウンドを記録し、リバウンド王に輝く（当時のスタッツリーダーは平均ではなく、通算で決められていた）。ロイヤルズがシンシナティに本拠地を移転した1957-58シーズンにはキャリアハイとなる16.9得点18.1リバウンド（リーグ2位）6.4アシスト（リーグ3位）を記録し、チームも3年ぶりのプレーオフ進出が決定するなど、ストークスは最高のシーズンを過ごしていた。しかしレギュラーシーズン最終戦、すでに消化試合の一つであったミネアポリス・レイカーズとの試合で、ストークスを悲劇が襲った。

## 事故と引退
この試合でストークスはリバウンドを巡ってレイカーズのヴァーン・ミッケルセンともつれ、コートに叩きつけられた。頭に強い衝撃を受けたストークスは気絶したが気付け薬を与えられて復活。試合にも復帰し、この日のゲームハイとなる24得点を記録している。
その後何事も無かったかのようにデトロイト行きの夜行列車に乗り、彼にとっては初となるプレーオフに臨んだ。デトロイト・ピストンズとの第1戦、ティップオフの30分前、ストークスは突如吐き気を催した。ストークスはついに堪えきれなくなり嘔吐してしまうが、周囲もストークスもただの風邪と思い込み、それがストークスにとって危険な兆しであることに気づかなかった。深刻な事態と受け止めなかったストークスは試合に強行出場するものの、この日は12得点15リバウンドと彼にとってはやや物足りないものであり、試合もロイヤルズの敗北に終わった。
試合後チームは第2戦が行われるシンシナティに戻るため、ウィローラン空港から飛行機に乗った。離陸してから45分後、ストークスを再び吐き気が襲った。それは以前よりも激しいもので大量の汗を伴うものであり、ストークスに死を予感させるほどのものだった。「私は死ぬかもしれない」と漏らすストークスに彼のチームメイトも激しく狼狽した。ついに呼吸不全に陥ったストークスに客室乗務員は酸素ボンベによる呼吸を試みたが、症状は回復を見せず、ストークスは死を覚悟した。ストークスは死ぬ時はクリスチャンになって死にたいと常々思っていたため、この時彼はチームメイトのリッチー・リーガンに頼んで略式の洗礼を受けている。シンシナティまでは90分以上掛かるため、デトロイトに引き返した方が早く治療を受けられたが、プレーオフのスケジュールを遵守するチームオーナーとモーリス・ポドロフリーグコミッショナーの意向で機はそのままシンシナティへと向かった。シンシナティに到着し、救急車に運ばれた時点で、ストークスは意識を失った。ストークスはそのまま入院し、彼を欠いたロイヤルズはピストンズに2連敗を喫して、その年のプレーオフを終えた。
ストークスは昏睡状態から回復せず、復帰するどころか、24時間の介護を受けなければ1週間も生きてはいられない状態となった。この年ロイヤルズは売却され、新オーナーはすでに選手としての先がないストークスとの契約を解消し、ストークスは自らその意思を示さぬまま事実上の引退に追い込まれた。当時NBAの選手会は殆ど実行力を持たず、選手を守るための法整備も殆ど進んでおらず、年金も医療保険もなかったため、ストークスは裸同然のままリーグから放り出されたことになった。ストークスの介護には年間1万ドルも掛かり、彼とその家族にはその莫大な医療費を払えるあてなど、どこもにもなかった。

### トゥィマンの支援
華やかなバスケット生活から一転、絶望的な状況に追いやられたストークスに手を差し伸べたのが、少年時代からの友人であるジャック・トゥィマンだった。病室の外で、未だ昏睡から目覚めない息子とこれからの生活を想って涙する母親を見て、トゥイマンはストークスの保護者となることを決意。彼は合法的にストークスの保護者になれるよう、知人の判事に依頼し、それまでのストークスの医療費もトゥィマンが支払った。
トゥイマンがストークスとその家族に援助の手を差し伸べている間に、ようやくストークスが昏睡から目覚めたが、半身不随となっており、その後の検査で外傷後脳症であることが判明した。暫くは言葉を発することもできなかったが、トゥィマンとは瞬きによってコミュニケーションがとれていたという。その後ストークスは通常の生活を取り戻すために、熱心にリハビリに取り組み、周囲も驚くほどの回復を見せるようになった。
一方その後のロイヤルズはストークスに対する仕打ち（飛行機をデトロイトに引き返させなかったことや、契約を解消したこと）に対し不信感を抱き、多くの中心選手がチームを去ってしまい、残ったのはトゥィマンだけとなった。そのトゥィマンはチームのエースとして活躍し、チーム1の年2万ドルのサラリーを得ていたが、それでもストークスの医療費を払うには足りなかったため、トゥィマンは昼夜を問わずに働き続けた。1958年からは寄付金を募るためのチャリティーゲームを1年ごとに開催し、ビル・ラッセルやウィルト・チェンバレン、ジェリー・ウェスト、カリーム・アブドゥル＝ジャバー、ジュリアス・アービングなどの大物選手も参加している。"モーリス・ストークス・ゲーム"と銘打たれたこの大会は現在まで続けられており、貧困に苦しむ元NBA選手のためのチャリティーゲームとなっている。黒人のストークスと白人のトゥィマンの関係は、人種の壁を越えた美談としてマスコミによって伝えられ、各地から寄付金が寄せられることもあった。

### 晩年
ストークスは晩年をサマリア人病院で過ごしたが、彼の部屋にはトゥィマンを始め少年時代に彼に憧れたというチェット・ウォーカーなど、様々なNBA選手が訪れた。ストークスはユーモアのセンスに溢れた人物でもあり、訪れた見舞い客や医者たちをよく笑わせていたという。またストークスの母校である聖フランシス大学の学長が彼のもとを訪れ、ストークスの名を冠したストークス・アスレチック・センターを建設すると告げられた時、ストークスは感激のあまり涙を流した。
ストークスは、1970年4月6日に心臓発作で死去した(36歳)。彼の遺体は聖フランシス大学のキャンパス内にある墓地に埋葬された。2004年には殿堂入りを果たし、背番号『12』はサクラメント・キングスの永久欠番となっている。

## プレースタイルと業績
ストークスは現役当時から非常に高い評価を受けてきた選手だが、そのあまりにも短い選手生活に、彼の引退を惜しむ声が多くあがっており、またもし彼が順調にキャリアを積み重ねていれば、史上屈指の名選手になっていたであろうという意見も多い。
「古今10傑の一人になっていただろう」　（ボビー・ヴァンツァー）
「彼はヘラジカのような男だった。彼は強くて、そしてエルジン・ベイラーよりもシュートが上手かった」　（オスカー・ロバートソン）
「最初の偉大なパワーフォワードだ。カール・マローンをより巧みにした選手だった」　（ボブ・クージー）
「モーリス・ストークスはマジック・ジョンソンが現れる以前のマジック・ジョンソンだ」　（レッド・アワーバック）
「マジック・ジョンソンを初めて見た時、最初に思い出したのがモーリス・ストークスだった」　（セルティックスの解説者）
マジック・ジョンソンを引き合いに出されるように、ストークスはポイントガードのようにボールを扱い、センターのようにゴール下を支配する、非常にオールラウンドな才能を有した選手だった。毎シーズンあらゆるカテゴリーで高い数字をたたき出し、平均リバウンド数とアシスト数は3シーズン全てでリーグトップ5入りを果たす選手など、先例がなかった。また105.2kgと当時としてはかなり大きいサイズを誇りながらも、優れた脚力とパスセンスを駆使して、チームの速攻を導き出すことも珍しくなかった。
- オールスターゲーム：1956年－1958年
- オールNBA2ndチーム：1956年－1958年
- リバウンド王：1957年
- 殿堂入り

## 個人成績
| *    | リーグ1位    |
| 太字 | キャリアハイ |

### レギュラーシーズン
| Season   | Team     | GP  | MPG  | FG%  | FT%  | RPG   | APG | PPG  |
| -------- | -------- | --- | ---- | ---- | ---- | ----- | --- | ---- |
| 1955–56  | ROC CIN  | 67  | 34.7 | .354 | .714 | 16.3* | 4.7 | 16.8 |
| 1956–57  | ROC CIN  | 72  | 38.3 | .347 | .665 | 17.4  | 4.6 | 15.6 |
| 1957–58  | ROC CIN  | 63  | 39.0 | .351 | .715 | 18.1  | 6.4 | 16.9 |
| Career   | Career   | 202 | 37.3 | .351 | .698 | 17.3  | 5.3 | 16.4 |
| All-Star | All-Star | 3   | 29.0 | .349 | .600 | 14.0  | 4.0 | 13.0 |

### プレーオフ
| Year   | Team   | GP | MPG  | FG%  | FT%  | RPG  | APG | PPG  |
| ------ | ------ | -- | ---- | ---- | ---- | ---- | --- | ---- |
| 1958   | CIN    | 1  | 39.0 | .250 | .857 | 15.0 | 2.0 | 12.0 |
| Career | Career | 1  | 39.0 | .250 | .857 | 15.0 | 2.0 | 12.0 |

## 映画
ストークスとトゥィマンの関係を描いたハリウッド映画、"MAURIE"が1973年に公開された。ストークスはバーニー・ケイシーが、トゥィマンはボー・スヴェンソンが演じ、主題歌はフランク・シナトラが歌った。